# Lamellenpanzer

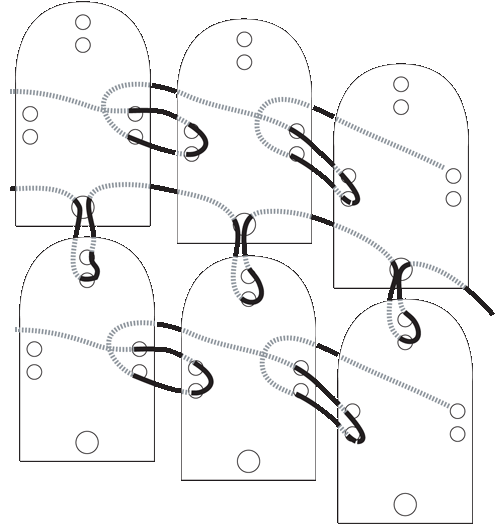
Beispiel für die Herstellungstechnik eines Lamellenpanzers

Als Lamellenpanzer bezeichnet man eine Rüstung, die aus zahlreichen miteinander verbundenen Metallplatten bzw. Metallleisten besteht.

## Beschreibung
Im Gegensatz zum Schuppenpanzer oder der Brünne wurden die Metallplättchen nicht auf einer festen Unterlage angebracht, sondern lose verkettet. Die einzelnen Platten waren meist von annähernd rechteckiger Form und wurden mit Fäden zusammengebunden. Dabei konnten sich die Platten teilweise überlappen.
Der Lamellenpanzer entstand aus dem Schuppenpanzer und gehört genau wie dieser zu den ältesten Panzerungstypen aus Metall in der Geschichte der Menschheit. Als erstes Volk benutzten wahrscheinlich die Chinesen Lamellenpanzer. Die ältesten erhaltenen chinesischen Lamellenrüstungen stammen aus dem 14. Jahrhundert v. Chr. und schützten den gesamten Rumpf. Im Frühmittelalter übernahmen auch die Japaner die meist mit Lederbändern zusammengehaltenen Lamellenpanzer der Chinesen und entwickelten daraus eigene Formen.
Auch die Assyrer machten Gebrauch von dieser Rüstungsart. Die für die kurzärmeligen Panzer der Assyrer verwendeten Metallbleche bestanden zunächst aus Bronze, doch seit dem 10. Jahrhundert v. Chr. kamen Eisenbleche zum Einsatz. Seit dem 8. Jahrhundert v. Chr. trugen die Assyrer Lamellenrüstungen, die bis zu den Knöcheln gingen. Als nächstes Volk machten die nordiranischen Skythen in der Ukraine von der Lamellenpanzerung extensiven Gebrauch. Man vermutet, dass die Skythen diese Technik bei ihren frühen Feldzügen nach Kleinasien und Mesopotamien von den Assyrern übernommen haben. 

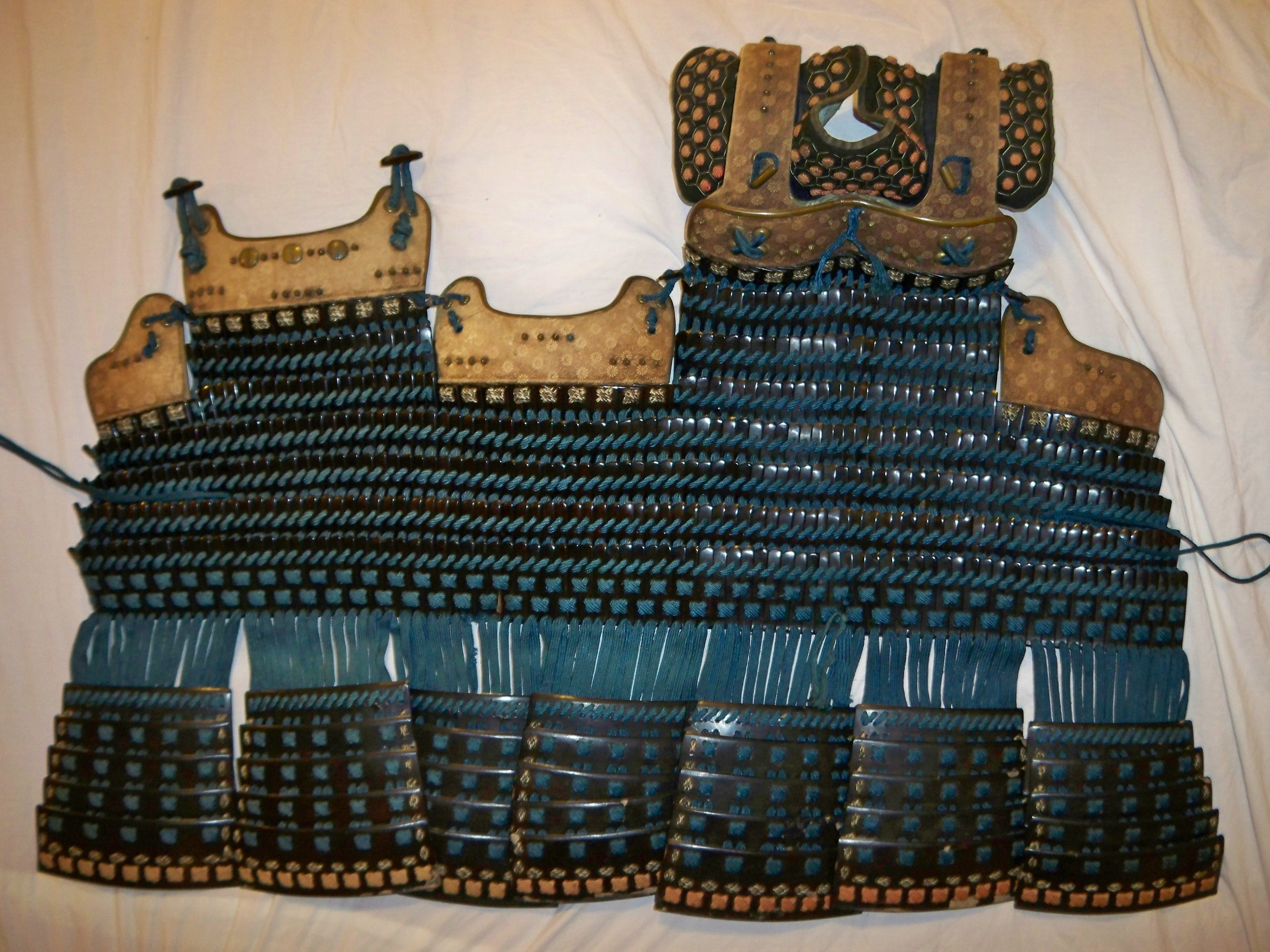
Nerigawa hon kozane maru dou (japanische Lamellenrüstung)

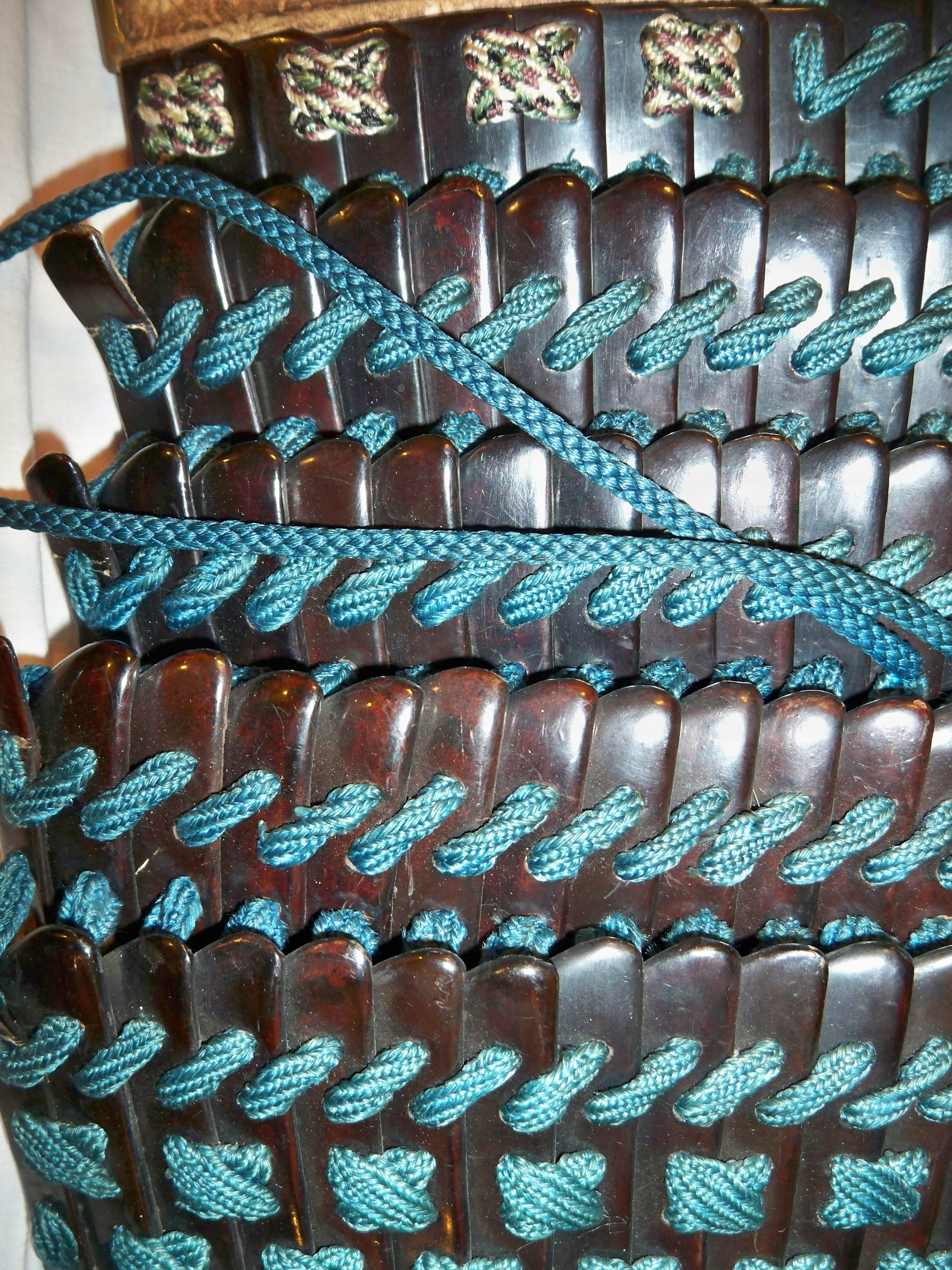
Nerigawa hon kozane maru dou (japanische Lamellenrüstung), Detail

Auch bei den Etruskern und Römern kamen derartige Rüstungen zum Einsatz, doch wurden diese durch die im 2. Jahrhundert v. Chr. aufkommende Kettenrüstung verdrängt. Der größte Vorteil des Lamellenpanzers war seine Flexibilität, doch wurde er darin von der Kettenrüstung übertroffen. Zudem konnte eine Stichwaffe das dichte Geflecht aus Eisenringen nicht so leicht durchdringen wie ein Stoß, der direkt zwischen zwei Bleche eines Lamellenpanzers geriet. Seit der Spätantike waren Schuppen- und Kettenpanzer die wichtigsten Metallrüstungen in ganz Europa, bis sie im Spätmittelalter durch den vollständigen Plattenpanzer verdrängt wurden. Allerdings kam der Lamellenpanzer zwischen 950 und 1350 in Osteuropa und Byzanz wieder verstärkt zum Einsatz, im byzantinischen Militär setzte sich die Sonderform des Klibanion durch. 
Danach fand der Lamellenpanzer nur noch in Asien und im Orient in nennenswerter Zahl Verwendung, da er mit seinem relativ geringen Gewicht und der schwachen Hitzeentwicklung bei den dortigen klimatischen Bedingungen eine geeignete Rüstung darstellte. Im Orient lässt sich die Nutzung dieses Rüstungstyps bis in das 16. Jahrhundert verfolgen.
Bei den eurasischen Reitervölkern (Hunnen, Awaren, Petschenegen, Polowezer) und in der mongolischen Kriegführung war die Lamellenpanzerung das ganze Mittelalter hindurch besonders beliebt. Bei ihnen wurden auch Helme aus Lamellen gefertigt (Lamellenhelm), die über die Awaren auch ihren Weg in alamannische Fürstengräber fanden (Grab von Niederstotzingen).
Dragon Skin Body Armor ist eine an diesem Prinzip angelehnte beschusshemmende Weste. 